# Polydesmus lusitanicus
Polydesmus lusitanicus är en mångfotingart som beskrevs av Peters 1864. Polydesmus lusitanicus ingår i släktet Polydesmus och familjen plattdubbelfotingar. Inga underarter finns listade i Catalogue of Life.